# جنگ لهستان و لیتوانی
جنگ لهستان و لیتوانی یک درگیری نظامی بود که بین دو کشور تازه‌تاسیس لیتوانی و جمهوری دوم لهستان پس از جنگ جهانی اول روی داد. علت اصلی که جنگ مناقشات مرزی دو کشور بر سر مناطق ویلنیوس و سوالکی بود. رویدادهای این درگیری غالباً تحت تأثیر جنگ لهستان-شوروی و تلاش‌های اجلاس سفیران و بعدها جامعه ملل برای حکمیت بین دو کشور شکل گرفت.
این جنگ با با پیروزی نظامی لهستان همراه بود. در اواخر سپتامبر ۱۹۲۰، لهستان در جنگ لهستان-شوروی پیروز شد و موقعیت نظامی خود را در منطقهٔ سوالکی تثبیت کرد و فرصتی برای حمله به شهر ویلنیوس فراهم شد. رهبر لهستان، یوزف پیلسودسکی تصمیم داشت در عملیاتی از نوع پرچم دروغین کنترل شهر را به‌دست بگیرد.
تحت فشار جامعه ملل، لهستان به میز مذاکره آمد و معاهده سوالکی را امضا کرد. طرف لهستانی در این مذاکرات موفق شد تا گسترهٔ معاهدهٔ سوالکی را محدود نگه دارد تا برنامه‌ریزی‌های عملیات پنهانی برای حمله به ویلنیوس را تحت تأثیر قرار ندهد. لهستان اندکی بعد از امضای قرارداد به لیتوانی حمله کرد. ژنرال لهستانی لوتسیان ژلیگفسکی، تحت فرمان پنهانی پیلسودسکی، این گونه وانمود کرد که از فرمان ارتش لهستان سر باز می‌زند و به شهر ویلنیوس حمله کرد و این شهر را در نهم اکتبر تصرف کرد. معاهدهٔ سوالسکی قرار بود رسماً از دهم اکتبر اجرایی شود. ژلیگفسکی با وجود اعتراضات لیتوانی، اعلام کرد جمهوری لیتوانی مرکزی را به عنوان کشوری مستقل تأسیس می‌کند.
جمهوری لیتوانی مرکزی در ۱۹۲۳ رسماً به لهستان پیوست و تا آغاز جنگ جهانی دوم در ۱۹۳۹ بخشی از این کشور ماند.
لیتوانی در اعتراض به تصرف منطقهٔ ویلنیوس از سوی لهستان هر گونه روابط دیپلماتیک با این کشور را رد کرد و تا زمان اولتیماتوم لهستان به لیتوانی (۱۹۳۸) رابطه‌ای بین دو کشور برقرار نشد.